# The Creative Company
The Creative Company est un éditeur américain spécialisé dans les ouvrages pour la jeunesse (littérature et documentaires).
Il possède un catalogue d'environ 3 500 titres.

## Historique[1]
En 1932, George Peterson fonde à Mankato (Minnesota) The Creative Educational Society, spécialisée dans la production de matériel éducatif. Puis la compagnie investit le domaine des manuels scolaires.
Dans les années 1960, George Peterson junior rejoint son père et impulse une transformation de la société, rebaptisée Creative Education, Inc., pour en faire un des principaux éditeurs américains pour la littérature consacrée à la jeunesse.
Le groupe prend ultérieurement le nom de The Creative Company et se subdivise en trois entités :
- Creative Editions, créé en 1992, édite les fictions pour la jeunesse.
- Creative Education édite les ouvrages documentaires
- Creative Paperbacks, créé en 2000 après une première tentative en 1982[2], reprend les ouvrages en format broché.

## Titres et auteurs marquants
J. Patrick Lewis, Roberto Innocenti...

## Récompenses
La maison a obtenu de nombreuses récompenses, notamment à la Foire du livre de Bologne.